# Véronique Trillet-Lenoir
Véronique Trillet-Lenoir, née le 12 juin 1957 dans le 6e arrondissement de Lyon et morte le 9 août 2023 à Rillieux-la-Pape, est une cancérologue et femme politique française. Elle est conseillère régionale d'Auvergne-Rhône-Alpes de 2016 à 2021 et députée européenne LREM de 2019 à sa mort. 

## Biographie

### Famille
Véronique Trillet naît dans une famille lyonnaise. Son père, Marc Trillet, est professeur de neurologie, et sa mère, Élisabeth, est assistante de direction.

### Études
Elle effectue des études à la faculté de médecine de l'université Claude-Bernard-Lyon-I. Elle valide son deuxième cycle d'études médicales en 1980, obtient un doctorat d'État en 1985, un doctorat en biologie humaine en 1991, une habilitation à diriger des recherches et un professorat en 1993.

### Carrière professionnelle
Après avoir été interne des hôpitaux de Lyon de 1981 à 1986, elle est assistante chef de clinique puis praticien hospitalier dans le service de pneumologie de l’hôpital cardiovasculaire et pneumologique Louis-Pradel, à Lyon, jusqu’en 1993.
Nommée en 1993 professeur à l’université Lyon-I et praticien hospitalier au centre hospitalo-universitaire de Lyon, elle crée en 2003 le service d’oncologie médicale du groupement hospitalier sud (hospices civils de Lyon).
À partir de 2013, présidente du directoire du Cancéropôle Lyon Auvergne-Rhône-Alpes (CLARA) ; elle assure cette fonction jusqu'en février 2020,.
Elle devient professeur associé de la faculté de médecine de l’université Jiao-tong de Shanghai en 2018. Elle se rendait déjà dans cette université depuis 2011, ayant contribué à la mise en place du premier programme de master en cancérologie.

### Parcours politique
Véronique Trillet-Lenoir est élue conseillère régionale d'Auvergne-Rhône-Alpes sur la liste socialiste conduite par Jean-Jack Queyranne aux élections régionales de 2015,.
Soutien d'Emmanuel Macron à l’élection présidentielle de 2017, elle rejoint En marche et le groupe politique « La Région en marche » au conseil régional d'Auvergne-Rhône-Alpes,.
Le 26 mai 2019, elle est élue députée européenne sur la liste de la majorité présidentielle,. Entrée en fonction le 2 juillet 2019, elle adhère au  groupe Renew Europe et siège comme titulaire dans la commission de l'environnement, de la santé publique et de la sécurité alimentaire,. Elle siège également comme membre titulaire dans la Commission spéciale Covid-19 et dans la sous-commission santé publique, créée en février 2022. Elle est aussi membre suppléante de la commission emploi et affaires sociales et elle fut membre de la commission spéciale chargée de la lutte contre le cancer.

## Prises de positions

Les pays en vert ont adopté le Nutri-score, en 2021. En magenta, les pays refusant le principe.

La députée a pris position en faveur de la généralisation du Nutri-score, comme outil de lutte contre l'obésité et le surpoids. 
En février 2022, elle milite également en faveur de la réduction de la consommation d'alcool et la mise en garde des consommateurs contre ses méfaits dans le cadre de la lutte contre le cancer. Elle s'oppose alors aux conservateurs du PPE et à des députés de son propre parti pour lesquels, seul l'abus d'alcool serait dangereux pour la santé. En effet, selon ses collègues Nathalie Colin-Oesterlé et Joëlle Mélin il s'agit de ne pas « stigmatiser » un « secteur économique important » ou « les petits plaisirs de la vie ».

## Publications scientifiques
Depuis 1984, Véronique Trillet-Lenoir publie régulièrement des articles dans des revues scientifiques de cancérologie, aux côtés d'autres chercheurs en cancérologie,,. 

## Décorations et distinctions

### Décorations
- Chevalier de la Légion d'honneur (2008)[19]
- Officier de l'ordre national du Mérite (2016)[20]

### Distinctions
- Women’s award de La Tribune pour son action au sein du Canceropole CLARA[21] (2016)

## Mort
Malade,, Véronique Trillet-Lenoir meurt le 9 août 2023 à Rillieux-la-Pape, à l'âge de 66 ans. Le président du groupe Renew Europe, Stéphane Séjourné annonce son décès sur X et rend hommage à « son humanité, sa bienveillance et sa générosité qui [...] étaient un vrai supplément d'âme pour (la) [...] délégation (du groupe parlementaire). ».
Ses obsèques sont célébrées à la cathédrale Saint-Jean de Lyon, où de nombreuses personnalités du monde politique et médical sont réunies.